# Пономаренко Дмитро Дмитрович
Пономаренко Дмитро Дмитрович (* 27 жовтня 1909 1909 р. Харків — † 4 квітня 1987, Харків) — український актор. Народний артист Української РСР (1956).
Народ. 27 жовтня 1909 р. в Харкові. Помер 4 квітня 1987 р. там же. Закінчив драматичну студію театру «Березіль» (1933). Був актором театрів Харкова, Києва, Одеської кіностудії художніх фільмів.
1961–1967 — актор Київського театру оперети.
Знявся у кінокартинах: «Назар Стодоля» (1964), «Гадюка» (1965).
З 1974 року — директор харківського Будинку актора.
Нагороджений орденами Трудового Червоного Прапора та «Знак Пошани».